# Centre Obrer Republicà (Cervera)
El Centre Obrer Republicà és un edifici racionalista de Cervera (Segarra) protegit com a Bé Cultural d'Interès Local.

## Descripció
Situat al passeig de l'Estació de Cervera, antic Raval dels Caputxins. Edifici d'estil racionalista, format per dos cossos de planta rectangular, un amb quatre nivells i l'altre amb dos. El primer, amb parament de maó arrebossat i coberta a quatre vessants, presenta tres línies d'obertures concentrades a la part central de la façana i el mateix per les façanes laterals. La porta d'accés està flanquejada per pilastres de maó amb forma tronco-piramidal, suportant el voladís de damunt l'obertura a manera de guardapols. El segon, en canvi, mostra el parament pintat de color blanc i la coberta a tres vessants. Pel que fa a les obertures, també varien i en aquest cas són quatre finestres per nivell, tant a la façana lateral com a la principal, a exepció d'una que és la porta d'accés a l'edifici. Annex al conjunt, s'hi obre un pati rectangular delimitat amb una tanca metàl·lica simple.

## Història
Aquest edifici és la tercera seu del Centre Obrer Republicà de Cervera, ja que anteriorment s'havia situat a l'altra banda del passeig de l'Estació, en un edifici d'estil noucentista que s'edificà per substituir el primer i que finalment, fou enderrocat. La primera seu fou substituïda ben aviat, cap a l'any 1925, per un edifici més gran projecte de l'arquitecte Joaquim Vilaseca Rivera. L'edifici havia d'acollir l'activitat política de la gent progressista i republicana però també activitats lúdiques i culturals, per això comprenia sales d'actes, un teatre, una biblioteca, un cafè i fins i tot una escola. Amb l'arribada de la Guerra Civil, l'activitat de l'edifici es paralitzà, i a finals de 1938 fou bombardejat, quedant afectat de forma parcial. Després de la Guerra, quedà confiscat per la seva vinculació a Esquerra Republicana de Catalunya i la documentació que s'hi guardava, desaparegué. Amb tot, a la dècada de 1940, es decidí fer un edifici nou, a l'altra banda del passeig i amb la idea de recuperar l'esperit del Centre Obrer Republicà dels inicis, acollint activitats culturals i socials d'arrel popular, com concerts de música, esport, sessions de cinema i teatre, conferències, reunions.